# Diego Villar
Diego Nicolás Villar (Mar del Plata, 25 de abril de 1981) es un exjugador de fútbol Argentino. Jugaba como Armador por derecha y su primer equipo fue  Club Atlético Newell's Old Boys  Su último club antes de retirarse fue Independiente de Mar del Plata.

## Trayectoria

### Godoy Cruz
En Godoy Cruz se convirtió en ídolo de la hinchada, por grandes rendimientos y, es uno de los jugadores más queridos por la afición mendocina.

### Racing Club
En julio de 2012 fichó en Racing Club por 3 años. El 1 de diciembre convirtió su primer gol ante All Boys, tras un pase de José Sand.
Formó parte del plantel de Racing campeón 2014, donde sólo jugó 5 partidos y fue separado del plantel por diferencias con el entrenador Diego Cocca.

### Defensa y Justicia
A fines de octubre de 2014 se sumó a Defensa y Justicia a préstamo hasta diciembre del mismo año. El equipo de Florencio Varela optó por el volante luego de la lesión de Emiliano Tellechea, lo que le permitió abrir el cupo de pases para incorporar un jugador más.

### Unión (Santa Fe)
Tras acordar su salida de Racing Club se convirtió en refuerzo de Unión (SF). El 6 de marzo de 2016 anota su gol ante su anterior equipo, Racing en la derrota 3-6.

### Aldosivi
A mediados de 2017 se sumó a Aldosivi para disputar la Primera B Nacional, allí se consagra campeón y logra el ascenso a la Superliga. Este fue el último equipo profesional de su carrera, ya que luego siguió jugando de forma amateur en Independiente de Mar del Plata, el club que lo vio nacer como futbolista y donde finalmente decidió retirarse. En junio de 2022 fue nombrado entrenador interino después de la renuncia de Martín Palermo.

## Clubes

### Como jugador
| Club                        | País      | Año       |
| --------------------------- | --------- | --------- |
| Newell's Old Boys           | Argentina | 2001-2004 |
| Santiago Wanderers          | Chile     | 2005      |
| Godoy Cruz                  | Argentina | 2005-2007 |
| Arsenal                     | Argentina | 2007-2008 |
| Gimnasia y Esgrima La Plata | Argentina | 2008-2010 |
| Godoy Cruz                  | Argentina | 2010-2012 |
| Racing Club                 | Argentina | 2012-2014 |
| Defensa y Justicia          | Argentina | 2014      |
| Unión (SF)                  | Argentina | 2015-2017 |
| Aldosivi                    | Argentina | 2017-2018 |
| Independiente (MdP)         | Argentina | 2019      |

## Selección nacional
En septiembre de 2011 fue convocado a la Selección Argentina por el entrenador Alejandro Sabella para el partido de ida ante Brasil en el marco del denominado Superclásico de las Américas, donde no sumó minutos y debió conformarse con integrar el banco de suplentes; mientras que para la revancha no fue tenido en cuenta debido al compromiso de su equipo Godoy Cruz por Copa Sudamericana.

## Estadísticas
- Actualizado al final de su carrera deportiva

### Clubes
| Club                              | Div.                | Temporada           | Liga | Liga | Copa Nacional | Copa Nacional | Copa Internacional | Copa Internacional | Total | Total |
| Club                              | Div.                | Temporada           | PJ   | G    | PJ            | G             | PJ                 | G                  | PJ    | G     |
| --------------------------------- | ------------------- | ------------------- | ---- | ---- | ------------- | ------------- | ------------------ | ------------------ | ----- | ----- |
| Newell's Old Boys Argentina       |                     |                     |      |      |               |               |                    |                    |       |       |
| 1.ª                               | 2001-02             | 4                   | 0    | -    | -             | -             | -                  | 4                  | 0     |       |
| 1.ª                               | 2002-03             | 13                  | 0    | -    | -             | -             | -                  | 13                 | 0     |       |
| 1.ª                               | 2003-04             | 18                  | 2    | -    | -             | -             | -                  | 18                 | 2     |       |
| 1.ª                               | 2004-05             | 0                   | 0    | -    | -             | -             | -                  | 0                  | 0     |       |
| Total                             | Total               | 35                  | 2    | -    | -             | -             | -                  | 35                 | 2     |       |
| Santiago Wanderers · Chile        |                     |                     |      |      |               |               |                    |                    |       |       |
| 1.ª                               | 2005                | 6                   | 0    | -    | -             | -             | -                  | 6                  | 0     |       |
| Total                             | Total               | 6                   | 0    | -    | -             | -             | -                  | 6                  | 0     |       |
| Godoy Cruz Argentina              |                     |                     |      |      |               |               |                    |                    |       |       |
| 2.ª                               | 2005-06             | 31                  | 3    | -    | -             | -             | -                  | 31                 | 3     |       |
| 1.ª                               | 2006-07             | 36                  | 7    | -    | -             | -             | -                  | 36                 | 7     |       |
| 1.ª                               | 2010-11             | 32                  | 5    | -    | -             | 6             | 0                  | 38                 | 5     |       |
| 1.ª                               | 2011-12             | 34                  | 2    | 0    | 0             | 9             | 1                  | 43                 | 3     |       |
| Total                             | Total               | 133                 | 17   | 0    | 0             | 15            | 1                  | 148                | 18    |       |
| Arsenal Argentina                 |                     |                     |      |      |               |               |                    |                    |       |       |
| 1.ª                               | 2007-08             | 11                  | 1    | -    | -             | 7             | 0                  | 18                 | 1     |       |
| Total                             | Total               | 11                  | 1    | -    | -             | 7             | 0                  | 18                 | 1     |       |
| Gimnasia y Esgrima (LP) Argentina |                     |                     |      |      |               |               |                    |                    |       |       |
| 1.ª                               | 2007-08             | 12                  | 0    | -    | -             | -             | -                  | 12                 | 0     |       |
| 1.ª                               | 2008-09             | 25                  | 4    | -    | -             | -             | -                  | 25                 | 4     |       |
| 1.ª                               | 2009-10             | 9                   | 0    | -    | -             | -             | -                  | 9                  | 0     |       |
| Total                             | Total               | 46                  | 4    | -    | -             | -             | -                  | 46                 | 4     |       |
| Racing Club Argentina             |                     |                     |      |      |               |               |                    |                    |       |       |
| 1.ª                               | 2012-13             | 31                  | 2    | 2    | 0             | 1             | 0                  | 34                 | 2     |       |
| 1.ª                               | 2013-14             | 25                  | 3    | 1    | 0             | 2             | 0                  | 28                 | 3     |       |
| 1.ª                               | 2014                | 5                   | 0    | 1    | 0             | -             | -                  | 6                  | 0     |       |
| Total                             | Total               | 61                  | 5    | 4    | 0             | 3             | 0                  | 68                 | 5     |       |
| Defensa y Justicia Argentina      |                     |                     |      |      |               |               |                    |                    |       |       |
| 1.ª                               | 2014                | 3                   | 0    | 0    | 0             | -             | -                  | 3                  | 0     |       |
| Total                             | Total               | 3                   | 0    | 0    | 0             | -             | -                  | 3                  | 0     |       |
| Unión Argentina                   |                     |                     |      |      |               |               |                    |                    |       |       |
| 1.ª                               | 2015                | 26                  | 0    | 0    | 0             | -             | -                  | 26                 | 0     |       |
| 1.ª                               | 2016                | 14                  | 1    | 1    | 0             | -             | -                  | 15                 | 1     |       |
| 1.ª                               | 2016-17             | 15                  | 0    | 2    | 0             | -             | -                  | 17                 | 0     |       |
| Total                             | Total               | 55                  | 1    | 3    | 0             | -             | -                  | 58                 | 1     |       |
| Aldosivi Argentina                |                     |                     |      |      |               |               |                    |                    |       |       |
| 2.ª                               | 2017-18             | 18                  | 1    | 0    | 0             | -             | -                  | 18                 | 1     |       |
| Total                             | Total               | 18                  | 1    | 0    | 0             | -             | -                  | 18                 | 1     |       |
| Total en su carrera               | Total en su carrera | Total en su carrera | 368  | 31   | 7             | 0             | 25                 | 1                  | 400   | 32    |

### Selección
| Selección           | Año                 | Amistosos | Amistosos | Sudamérica | Sudamérica | Mundial | Mundial | Total | Total |
| Selección           | Año                 | PJ        | G         | PJ         | G          | PJ      | G       | PJ    | G     |
| ------------------- | ------------------- | --------- | --------- | ---------- | ---------- | ------- | ------- | ----- | ----- |
| Absoluta Argentina  |                     |           |           |            |            |         |         |       |       |
| 2011                | 0                   | 0         | -         | -          | -          | -       | 0       | 0     |       |
| Total               | 0                   | 0         | -         | -          | -          | -       | 0       | 0     |       |
| Total en su carrera | Total en su carrera | 0         | 0         | -          | -          | -       | -       | 0     | 0     |

## Palmarés

### Campeonatos nacionales
| Título             | Club        | País      | Año     |
| ------------------ | ----------- | --------- | ------- |
| Primera B Nacional | Godoy Cruz  | Argentina | 2005-06 |
| Primera División   | Racing Club | Argentina | 2014    |
| Primera B Nacional | Aldosivi    | Argentina | 2017-18 |

### Copas internacionales
| Título            | Club    | País      | Año  |
| ----------------- | ------- | --------- | ---- |
| Copa Sudamericana | Arsenal | Argentina | 2007 |